# Bleptina nigristigma
Bleptina nigristigma är en fjärilsart som beskrevs av John Henry Leech 1900. Bleptina nigristigma ingår i släktet Bleptina och familjen nattflyn. Inga underarter finns listade i Catalogue of Life.